# メガネ21
メガネ21（メガネ・トゥーワン）は、広島県広島市に本社を置く株式会社21（ツーワン）およびそのフランチャイズ加盟企業が運営する、メガネや補聴器などを販売するチェーン店。

## 概要

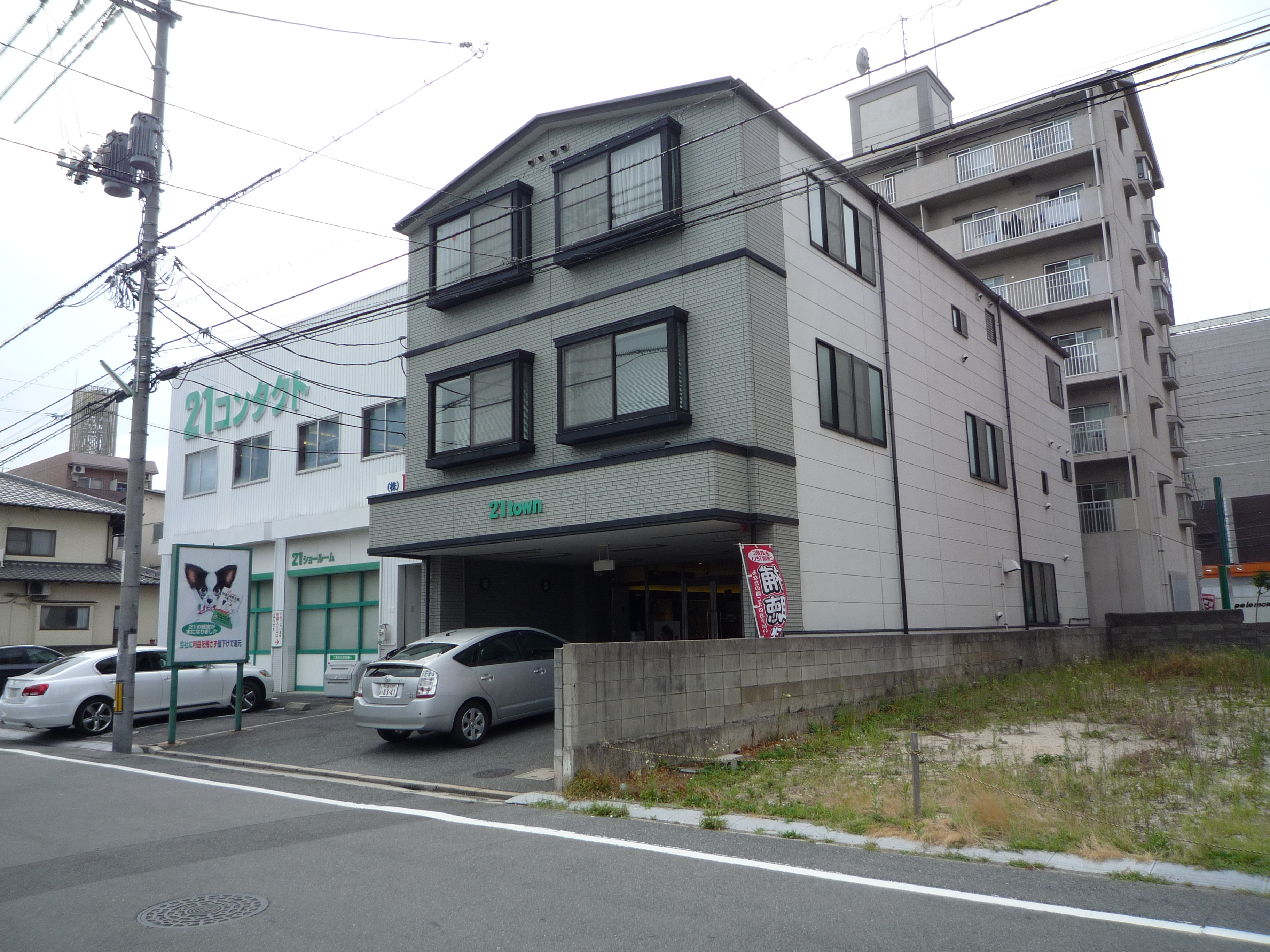
旧本社

広島県を中心に基盤展開し、全国約130店舗を展開。
初代社長を務めた平本清はもともと広島県内に本拠地を置く大手メガネチェーン店「メガネの田中」で管理職を務めていたのだが、社長交代の最中会社を解雇されてしまった。その後、1986年に同じく「メガネの田中」を追われた元社員数名とメガネ21を創業した。
2009年には“利益を会社に残さない企業”として、テレビ東京系のドキュメンタリー番組『日経スペシャル カンブリア宮殿』にも紹介された。
2011年6月19日にはTBS系「がっちりマンデー!!」で紹介され、全商品定価の4割引きで販売、本社勤務の従業員は女性7人で、その7人が総務、経理、広報全てを賄っているので人件費を大幅削減出来ていること、社員の給与を公開していること、コネで入社の社員がいる等が紹介された。

## 特徴
「ノルマなし」「内部留保なし」「社員ボーナス500万円」「銀行借り入れなし」「社長はお飾り」「管理職なし」「社員の給与、査定は社内ネットで全社員に公開」を実践。
銀行から資金を調達せず、運転資金は社員からの出資で賄う。

## 沿革
- 1986年2月4日 - 株式会社21の前身となる株式会社メガネの21設立
- [999年3月 - 株式会社21システム、株式会社21アライアンス、株式会社メガネの21が合併して現在の株式会社21設立

## テレビ番組
- 日経スペシャル カンブリア宮殿（テレビ東京）
  - 第一回　管理職はもう要らない！？（2009年6月22日）[4]
  - 第二回 日本一"社員想い"の会社が明かす、"管理職"はいらない！（2009年6月29日）[5]

## 書籍

### 関連書籍
- 『会社にお金を残さない！ 「ノルマなし！管理職なし！給料全公開！」の非常識な経営術』（著者:平本清）（2009年10月23日、大和書房）ISBN 9784479792727
- 『丸見え経営 すべてを見える化すると効率が劇的に高まる！』（著者:平本清）（2010年11月5日、ソフトバンククリエイティブ）ISBN 9784797356809
- 『無税相続で会社を引き継ぐ 不思議な会社、メガネ21の新・まる見え経営』（著者:平本清）（2016年6月1日、日経BP社）ISBN 9784822235765